# Nous trois ou rien
Pour plus de détails, voir Fiche technique et Distribution.
Nous trois ou rien est une comédie dramatique française écrite et réalisée par Kheiron, sortie en 2015.
Le scénario s'inspire de la vie d'Hibat Tabib, le père de Kheiron que celui-ci incarne lui-même dans le film, et de son épouse Fereshteh, dont le rôle est tenu par Leïla Bekhti. L'histoire débute en 1955 en Iran et se poursuit avec l'exil de la famille en France.

## Synopsis
Hibat Tabib et son épouse Fereshteh sont de jeunes Iraniens, militants pour la démocratie. Ils militent, comme beaucoup de leurs compatriotes, contre le régime du shah qui les opprime. Dans les années 1970, Hibat passe sept ans dans les geôles du shah à la suite de nombreux actes de rébellions et des manifestations. Après la révolution iranienne de 1979 et la prise du pouvoir par l'ayatollah Khomeini, Hibat et Fereshteh constatent qu'un tyran en a remplacé un autre, et en 1984, ils se voient finalement contraints à l'exil avec leur jeune fils. Ils se réfugient donc dans la clandestinité, passent en Turquie, puis s'installent en France. Après leur arrivée en Seine-Saint-Denis, ils s'intègrent et s'impliquent dans la vie associative locale. Leur fils s'oriente vers les métiers du spectacle et deviendra l'humoriste Kheiron.

## Fiche technique
- Titre original : Nous trois ou rien
- Réalisation : Kheiron
- Scénario : Kheiron
- Décors : Stanislas Reydellet
- Costumes : Karen Muller Serreau
- Photographie : Jean-François Hensgens
- Son : Frédéric de Ravignan
- Montage : Anny Danché
- Production : Simon Istolainen et Benjamin Drouin
  - Production exécutive : Frantz Richard et Nabil Ayouch
- Sociétés de production : Adama Pictures, Ali n' Productions[2], Gaumont[3], M6 Films[3]
- Société de distribution : Gaumont Distribution
- Budget : 7 000 000 €[3]
- Pays d'origine :  France
- Langue originale : français
- Format : couleur - 2,35:1 - son Dolby Digital
- Genre : comédie dramatique
- Durée : 102 minutes[4]
- Dates de sortie :
  - Japon : 22 octobre 2015 (Festival international du film de Tokyo)[5]
  - France : 4 novembre 2015[6]
  - Belgique : 30 décembre 2015[7]

## Distribution

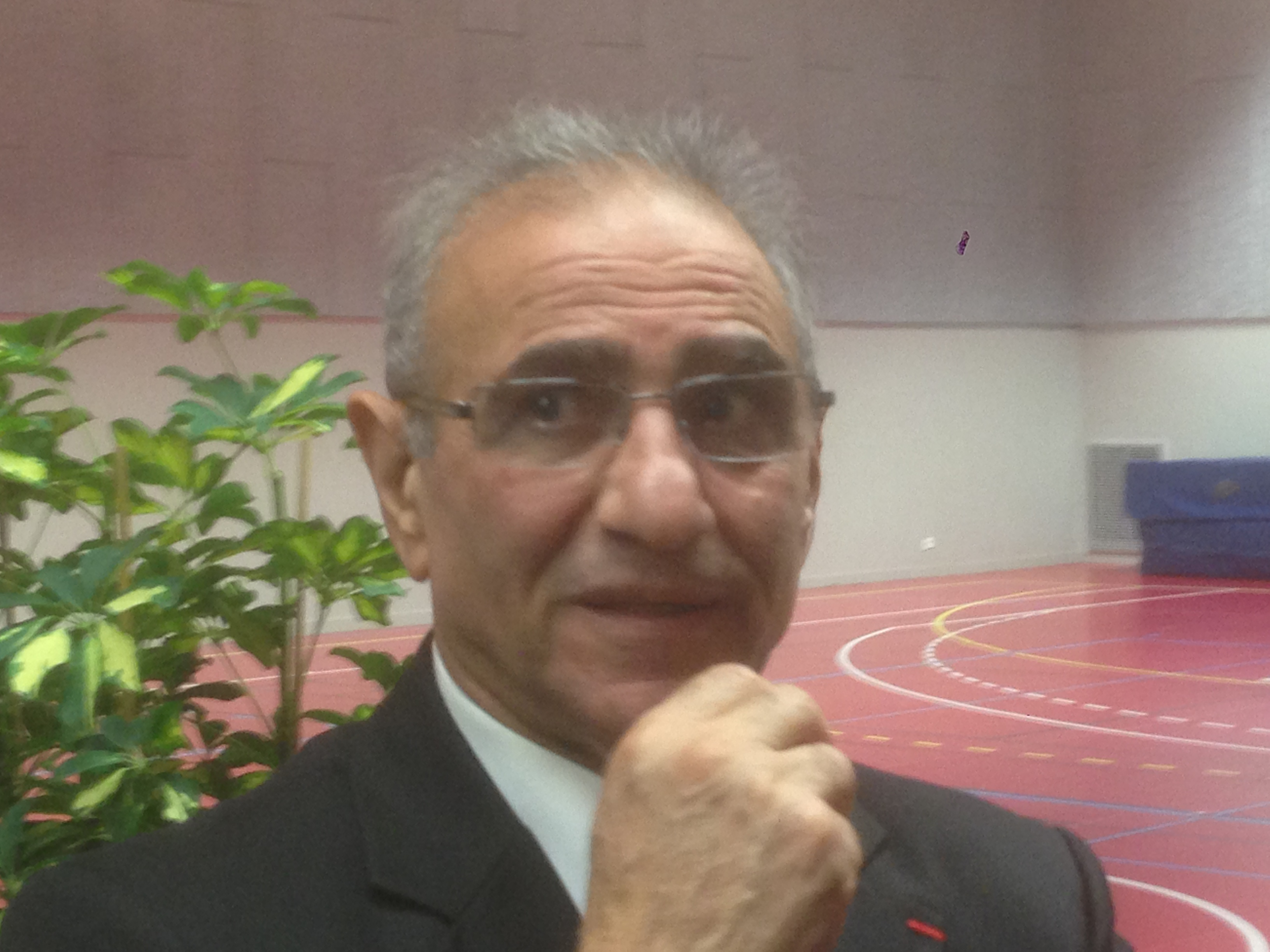
Hibat Tabib, personnage central du film, lors d'une avant-première.

- Kheiron : Hibat Tabib[8]
- Leïla Bekhti : Fereshteh Tabib[8]
- Gérard Darmon : le père[9] de Fereshteh
- Zabou Breitman : la mère de Fereshteh
- Khereddine Ennasri : Aziz, le « voleur de vêtements »
- Alexandre Astier : le shah d'Iran, Mohammad Reza Pahlavi
- Arsène Mosca : le gardien en chef
- Kyan Khojandi : Barbe
- Michel Vuillermoz : Daniel Bioton, le maire de Pierrefitte
- Jonathan Cohen : Chokri
- Eriq Ebouaney : Adama
- Carole Franck : Catherine Hanriot
- Camélia Jordana : Maryam
- David Serero : un agent iranien
- Sébastien Houbani : Nasser
- Sébastien Pouderoux : Muhamad Tabib
- Azize Kabouche : l'homme du shah
- Soufiane Guerrab : Elyess
- Farida Ouchani : Rachida
- Margot Bancilhon : Martine
- Sofia Lesaffre : la fille de Rachida

## Production
Le tournage a débuté en France en Seine-Saint-Denis le 21 juillet 2014 dans divers quartiers de la ville de Stains et, début août, a pris place au château de Fontainebleau en Seine et Marne et à Ivry-sur-Seine dans le Val-de-Marne. Du 8 septembre au 11 septembre 2014, il s'est déroulé au Maroc, dans le quartier casablancais de Ben J'dia.
Le choix de Leïla Bekhti comme interprète de la mère, le rôle principal féminin, a semblé être une évidence pour le réalisateur après avoir vu, par hasard, l'actrice en interview à la télévision : « Sincèrement je n'avais aucun plan B. Si elle m'avait dit non, je ne sais absolument pas à qui j’aurais pu faire appel. »
Pour Hibat Tabib : « À certains moments, le film montre une souffrance. Quand on est en prison, en plus sous une dictature, on ne rit pas. Mais on n'a jamais dramatisé ce vécu non plus. C'était important que l'humour ne rende pas léger tous ces événements qu’on a vécus et dont certains sont tragiques. »

## Accueil

### Accueil critique
Le film fut bien reçu par la presse et les spectateurs. Le site Allociné propose une note moyenne de 3,7 sur 5 à partir de 24 critiques et de 4,5 étoiles sur 5 par les spectateurs. Sur Senscritique, le film atteint la moyenne de 7,2 sur 10.

### Box-office
Pour son premier jour d'exploitation, Nous trois ou rien fait 20 666 entrées dans 233 salles de France et se place troisième derrière En mai, fais ce qu'il te plaît avec 21 565 entrées et À vif ! et ses 27 546 entrées.
Le film enregistre 177 896 entrées pour sa première semaine d'exploitation et chute jusqu'à la cinquième place du classement derrière À vif !, Lolo, Les Nouvelles Aventures d'Aladin et Seul sur Mars pour 627 669 entrées en France en fin d'exploitation.

## Distinctions
Sauf indication contraire, les informations mentionnées dans cette section peuvent être confirmées par la base de données cinématographiques IMDb,  présente dans la section « Liens externes ».

### Récompenses
- Festival international du film de Tokyo 2015 : prix spécial du jury
- Festival du film de Munich 2016 : prix du public

### Nomination
- César 2016 : meilleur premier film[18]

## Condamnation pour contrefaçon
En 2007, Hibat Tabib, le père de Kheiron, écrit avec Nathalie Dolle, le livre Téhéran-Paris : opposant politique en Iran, innovateur social en France, publié aux éditions de l'Atelier. À l'époque, le livre s'écoule à 419 exemplaires, dont 50 achetés par Hibat Tabib lui-même, et les auteurs touchent 218 euros chacun de droits d'auteur. En 2016, quatre mois après la sortie du film, les éditions de l'Atelier portent plainte contre Kheiron, son père et les producteurs du film pour « contrefaçon », en réclamant 120 000 euros de dommages et intérêts. Le tribunal de grande instance de Paris se retrouve devant un casse-tête inédit, car il est évident que le film et le livre racontent la même histoire, qui évoque la vie d'Hibat Tabib. Kheiron déclare avoir « basé son scénario, non sur le livre, mais sur les récits de son père, ses souvenirs, et sur plusieurs articles consacrés à son père », ajoutant que son « père a écrit un livre historique et sociologique », tandis qu'il a fait « un film humoristique et émouvant ». En novembre 2018, le tribunal condamne finalement les producteurs du film à verser aux éditions de l'Atelier, 15 000 euros de dommages et intérêts, plus 5 000 euros de frais de procédure,.